# Adolfo Almarza
Adolfo Almarza Riquelme (Melipilla, 12 de febrero de 1988) es un ciclista profesional que compite en la categoría Pro de la modalidad Downhill ciclismo de montaña y Ciclismo paralímpico en Pista, utilizando dos prótesis en sus piernas (doble amputación).  
Las prótesis le permiten competir y hacer una vida completamente normal.

## Historia
Adolfo Almarza Riquelme después de perder sus piernas en un accidente automovilístico el año 2000, teniendo 12 años de edad, comenzó su rehabilitación en una bicicleta estática, instrumento deportivo que despertó su interés en el ciclismo y que posteriormente se convirtió en su pasión. 
En la actualidad, Adolfo es el único ciclista del mundo con prótesis en ambas piernas que práctica Downhill Profesional (ciclismo extremo).
También es coach profesional y conferencista motivacional, con 12 años de trayectoria en Chile y el extranjero, donde se dedica a inspirar e impulsar a las personas para que nunca dejen de soñar y luchen por alcanzar sus metas.

## Logros destacados
Luego de su accidente encontró en la bicicleta su nueva pasión, comenzando a destacar en los eventos más importantes a nivel mundial.

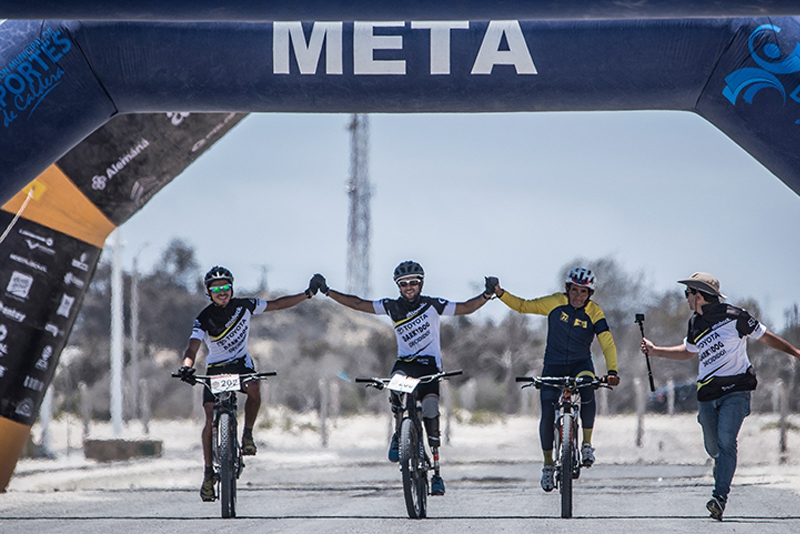

- - Vuelve a caminar después de 4 meses de haber perdido ambas piernas, teniendo tan sólo 12 años de edad, finalizando séptimo básico.
  - Único ciclista de Downhill Profesional en el mundo con prótesis en ambas piernas.
  - Primer ciclista con prótesis en completar la carrera ultra maratón XC de 530 km de recorrido, en el desierto de Atacama, Chile, obteniendo 3º lugar.

- - Participaciones destacadas en 12 eventos de descenso urbano.
  - Pionero en Paraciclismo Profesional en Chile.
  - Competidor destacado de los Juegos Parapanamericanos en Lima 2019.
  - Premio “Mejor Deportista de Chile 2019, Ciclismo Paralímpico”, otorgado por el Instituto Nacional de Deporte.
  - Contribuye con el 60% de puntaje, para que Chile esté en los próximos juegos Parapanamericanos Santiago 2023.
  - Aporta el 60% del puntaje total, para abrir un cupo en los próximos Juegos Paralímpico París 2024.
  - Embajador de los Juegos Panamericanos y Parapanamericanos, Santiago 2023.
  - Posicionado desde hace 12 años como conferencista profesional en Chile y diferentes países.

## Lesiones

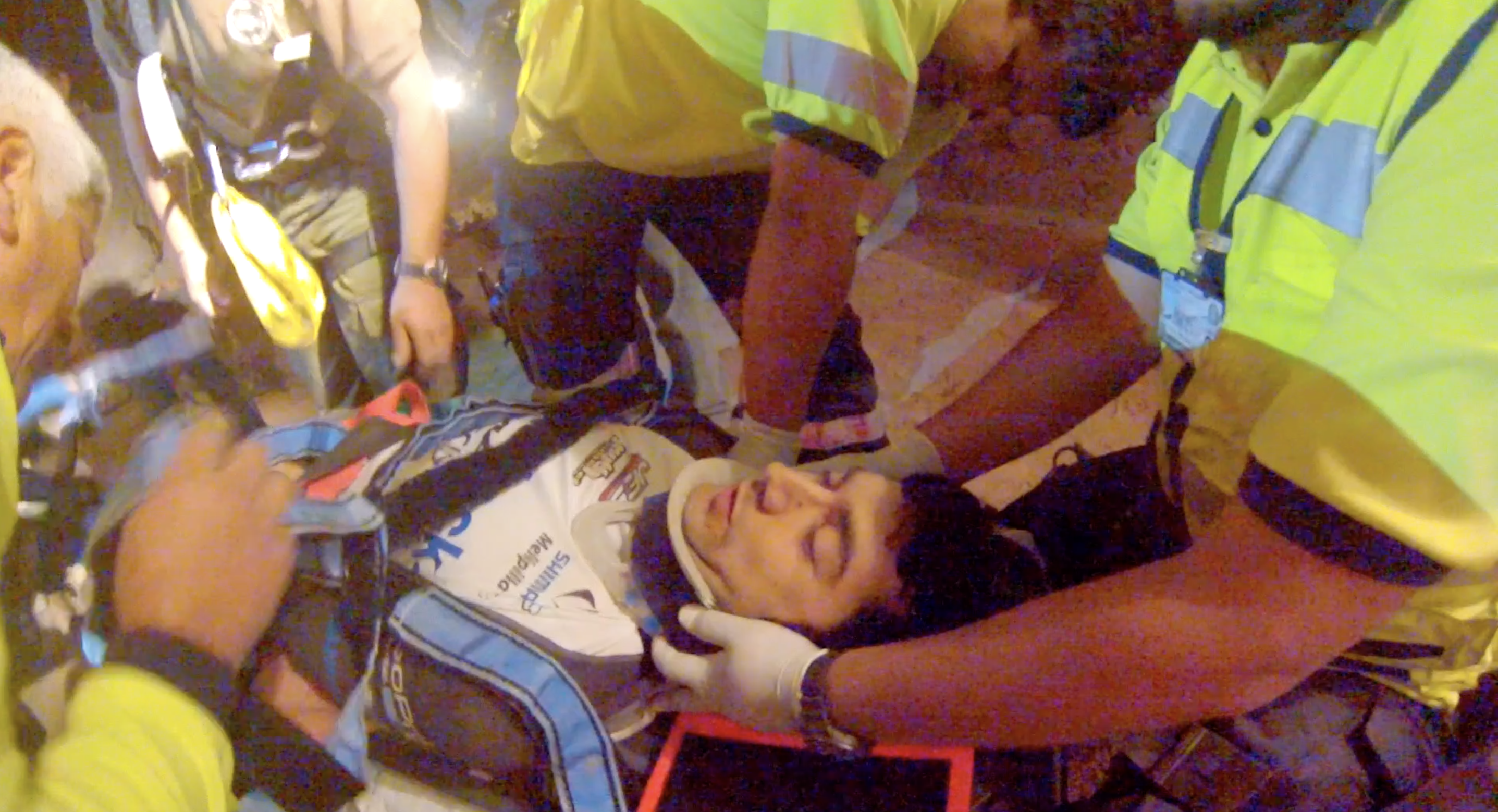

Ha sufrido muchas caídas en su carrera deportiva, pero fue el 2013 donde estuvo dos veces internado y alejado de las pistas por un par de meses. La primera vez fue en la competencia Red Bull Valparaíso Cerro Abajo, en la que sufrió fractura de pómulos quedando internado en el hospital de Valparaíso. Y el segundo accidente una fractura de fémur ocurrido en Iquique.